# Kostel svaté Anny (Hoštejn)
Kostel svaté Anny v Hoštejně je historizující romantická stavba z roku 1869. Známé poutní místo.

## Historie
Farnost v Hoštejně je připomínána již roku 1351 v listině o založení biskupství litomyšlského. Kostel zanikl v průběhu 15. století zároveň s hradem. V pramenech je uváděn naposledy v roce 1480 v souvislosti s náhrobkem někdejšího majitele panství Smila ze Šternberka. Od roku 1632 patřil Hoštejn pod farnost v Zábřehu, od roku 1785 do Dolní Hynčiny. Teprve koncem 18. století zde byla postavena kaple sv. Anny, u které byl později zřízen i nový hřbitov. V roce 1815 byla přestavěna na malý kostelík se sakristií (vybavení tvořil oltář, kazatelna, křtitelnice, varhany, dva zvony a devět lavic). 
V souvislosti s rozvojem obce a již nevyhovujícím stavem kostela byly v roce 1865 vyhotoveny plány na jeho přestavbu a rozšíření. V letech 1869 - 1867 byla stavba realizována a kostel byl vysvěcen v r. 1869. Kostel byl vybaven novým zařízením a v roce 1903 sem byly pořízeny varhany. V roce 1892 byla při kostele obnovená fara. Kostel se stal vyhledávaným místem každoroční poutě v neděli po svátku sv. Anny.
Po opravě ve 30. letech 20. století se kostel dočkal výraznější obnovy až v osmdesátých letech, za působení faráře Josefa Hrdličky, pozdějšího olomouckého světícího biskupa. Od roku 2001 prošel kostel celkovou rekonstrukcí, která trvala osm let. Restaurován byl novogotický oltář, dřevěné zábradlí kůru, opraveny varhany. V roce 2003 byl pořízen nový oltářní stůl, ambon a sedes podle návrhu akademického sochaře Petra Váni.  Okna byla vyzdobena vitrážemi symbolizujícími svátosti manželství, křtu, smíření atd. Na čelní stěně kostela je vitráž s postavou sv. Anny. 

## Popis
Kostel postavený na příkrém návrší nad obcí je zdaleka viditelnou dominantou, která upoutává i dvoubarevnou fasádou . Jednolodní stavba obdélného půdorysu s polygonálně zakončeným odsazeným presbytářem. Nad vstupním průčelím vybíhá z hřebenu střechy kvadratická věž zakončená vysokým štíhlým jehlanem, makovicí a křížem. Vysoká okna se zaoblenými záklenky jsou zdobena vitrážemi. Po straně u presbytáře je přistavěna nízká sakristie. Hlavní vstup do kostela tvoří dvoukřídlé dřevěné dveře s obloukovým zakončením chráněné shora předsazeným zděným štítem stojícím na dvou štíhlých sloupech s ozdobnými hlavicemi.
V těsné blízkosti západní zdi kostela u vchodu stojí chráněná kulturní památka - litinový kříž na podstavci z pískovce. Ve výklencích podstavce jsou polychromované reliéfy Panny Marie, sv. Barbory a archanděla Michaela.

## Zařízení kostela
V zařízení kostela je z významnějších věcí mešní kalich z roku 1629, patrně od olomouckého mistra H. B., zdobený tepaným, na kupě prolamovaným vegetativním ornamentem a litými okřídlenými hlavičkami andílků. Zvon ve věži byl zhotoven v roce 1769 pro obec Javoří.
 Hlavní oltář v novogotickém stylu nese obraz svaté Anny. Interiér kostela byl nově upraven počátkem 21. století.

## Zajímavost
V půdních prostorách kostela sídlí kolonie chráněných netopýrů velkých.